# Кызыл-Тан
Кызыл-Тан — здание бывшего Верненского Торгового дома, расположенное в Алма-Ате по адресу улица Жибек Жолы, дом 63, памятник архитектуры конца XIX — начала XX века. Построено в 1912 году по проекту архитектора А. П. Зенкова, по другим данным — в 1896 году по проекту архитектора П. В. Гурдэ для магазина Исхака Габдулвалиева. Охраняется государством с 1982 года как памятник истории и культуры республиканского значения.

## Архитектура
Здание имеет прямоугольный план, составляет симметричную композицию. Центральный купол, венчающий двухсветный объём, является осью симметрии. Купол с чешуйчатым покрытием завершается небольшим шпилем. Фронтоны в центральной и боковых частях украшены фигурными столбиками, резными карнизами и подзорами. Общая площадь здания 1450 м².

## История

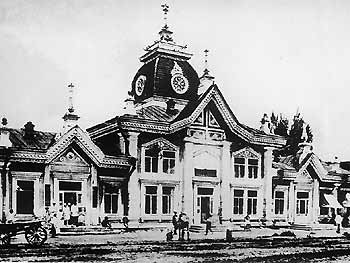
Магазин купца И. Габдулвалиева. 1911 год

19 августа 1895 года Ташкентской 1-й гильдии татарский купец из Казани Исхак Габдулвалиев подал заявлению в Верненскую городскую управу о постройке магазина на месте № 441, принадлежащем ему. Согласно одним данным, здание было построено в 1896 году по проекту архитектора П. В. Гурдэ для магазина Исхака Габдулвалиева. В 1901 году в связи со строительством данного здания рассматривалось «Дело по обвинению купца Исхака Габдулвалиева в нанесении оскорбления городскому архитектору Гурдэ» под председательством А. К. Колоколова.
Согласно протоколу допроса Габдулвалиева он заявлял:
Дело в том, что еще пять лет тому назад Гурдэ строил мне магазин, но потолки последнего оказались низкими, а затем, когда я обращался впоследствии к Гурдэ через приказчиков с просьбой перестроить магазин, он наотрез отказался, говоря: «И за 1000 рублей не возьмусь…».
Согласно другим данным, чаще фигурирующим в энциклопедической литературе, данным здание было построено для Габдулвалиева в 1912 году по проекту архитектора А. П. Зенкова.
После смерти Исхака Габдулвалиева здание перешло по наследству к его сыну Куддусу, а также жене Исхака с остальными сыновьями. После установления советской власти здание было национализировано. В 1931 году в здании был открыт магазин всесоюзной сети «Торгсин».
4 апреля 1979 года было принято Решение исполнительного комитета Алма-Атинского городского Совета народных депутатов № 139 «Об утверждении списка памятников истории и культуры города Алма-Аты», в котором было указано здание магазина. Решением предусматривалось оформить охранное обязательство и разработать проекты реставрации памятников.
В 1979-1980 годах здание было полностью отреставрировано. С 1981 года в здании функционирует специализированный магазин по продаже тканей, в советские годы являвшийся филиалом Центрального универмага.
26 января 1982 года здание было включено в список памятников истории и культуры республиканского значения Казахской ССР.
С 2008 году здание принадлежит ТОО Дом тканей «Кызыл-Тан», которому оно было передано на доверительное управление по тендеру сроком на 10 лет.
15 июня 2009 года в здании произошёл пожар, который начался в подвальном помещении, а затем перекинулся на первый этаж здания. В тушении пожара приняли участие 12 машин и около 50 человек противопожарной службы. Из здания (магазина и расположенного в Кызыл-Тане отделения «Казкоммерцбанка») были эвакуированы люди. В итоге выгорела кровля здания на площади около 50-70 м², была полностью уничтожена пристройка магазина, где находился склад.

Пожар 15 июня 2009 года
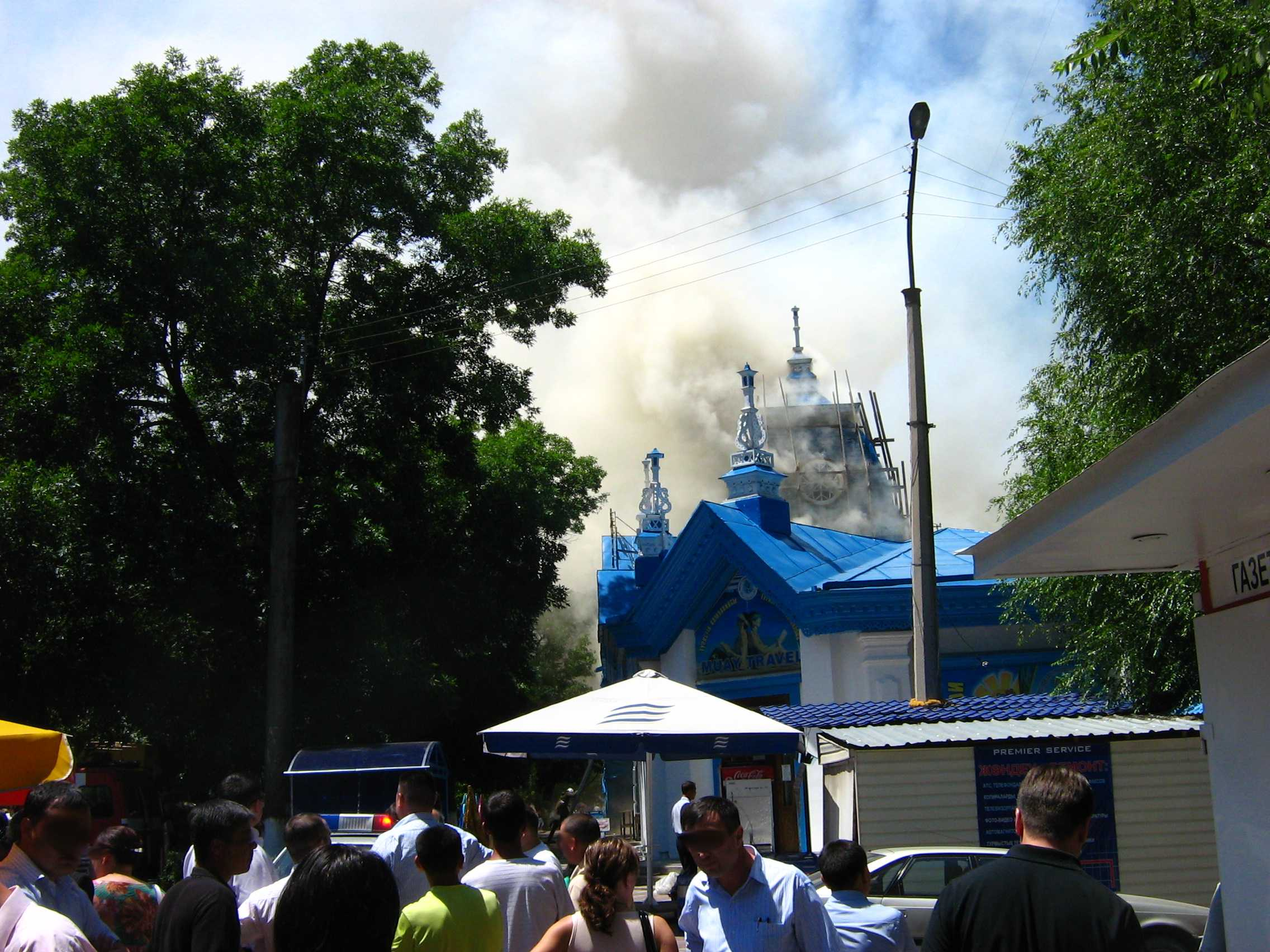
Пожар 15 июня 2009 года
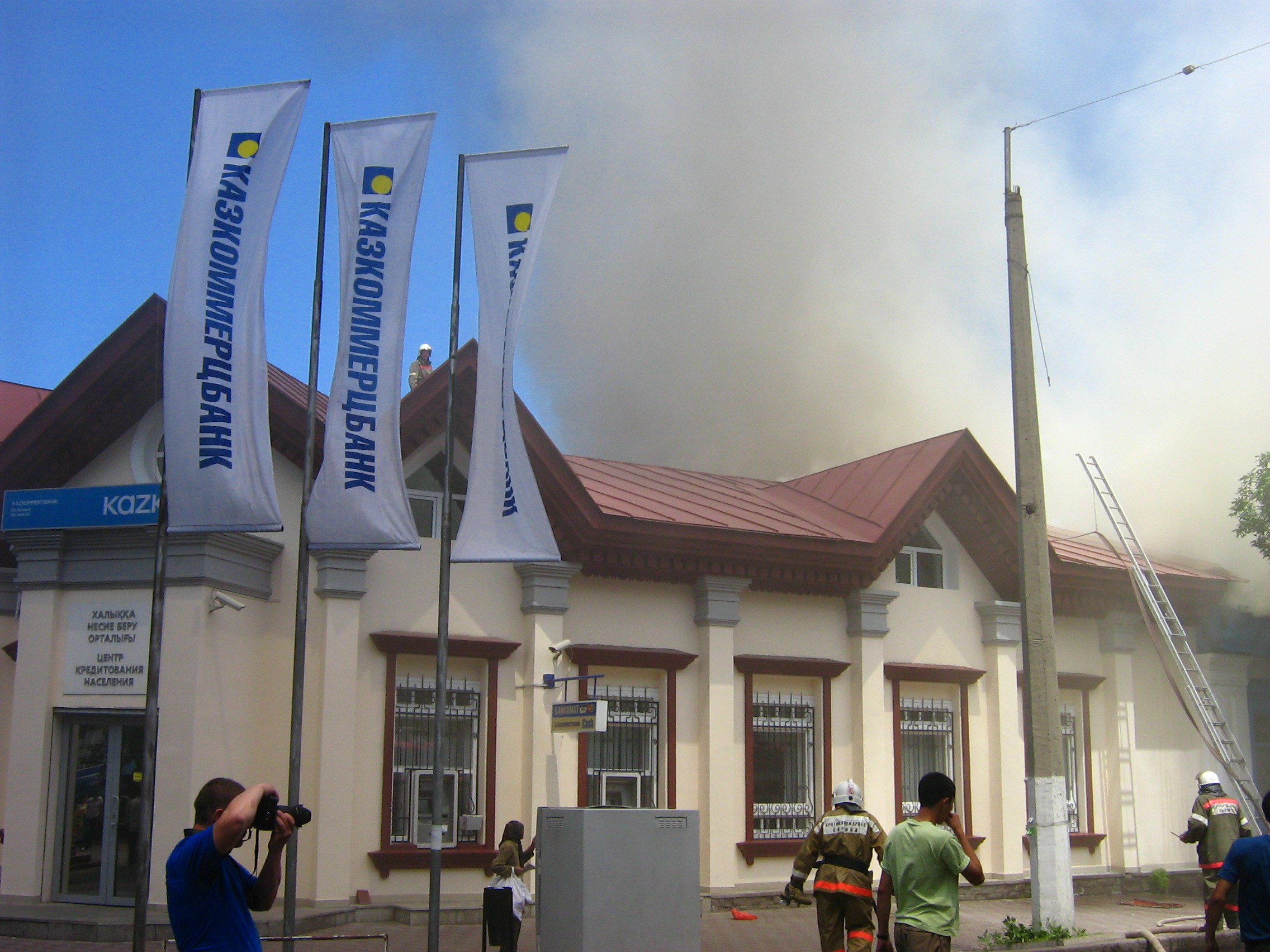
15 июня 2009 года. Пожар в здании
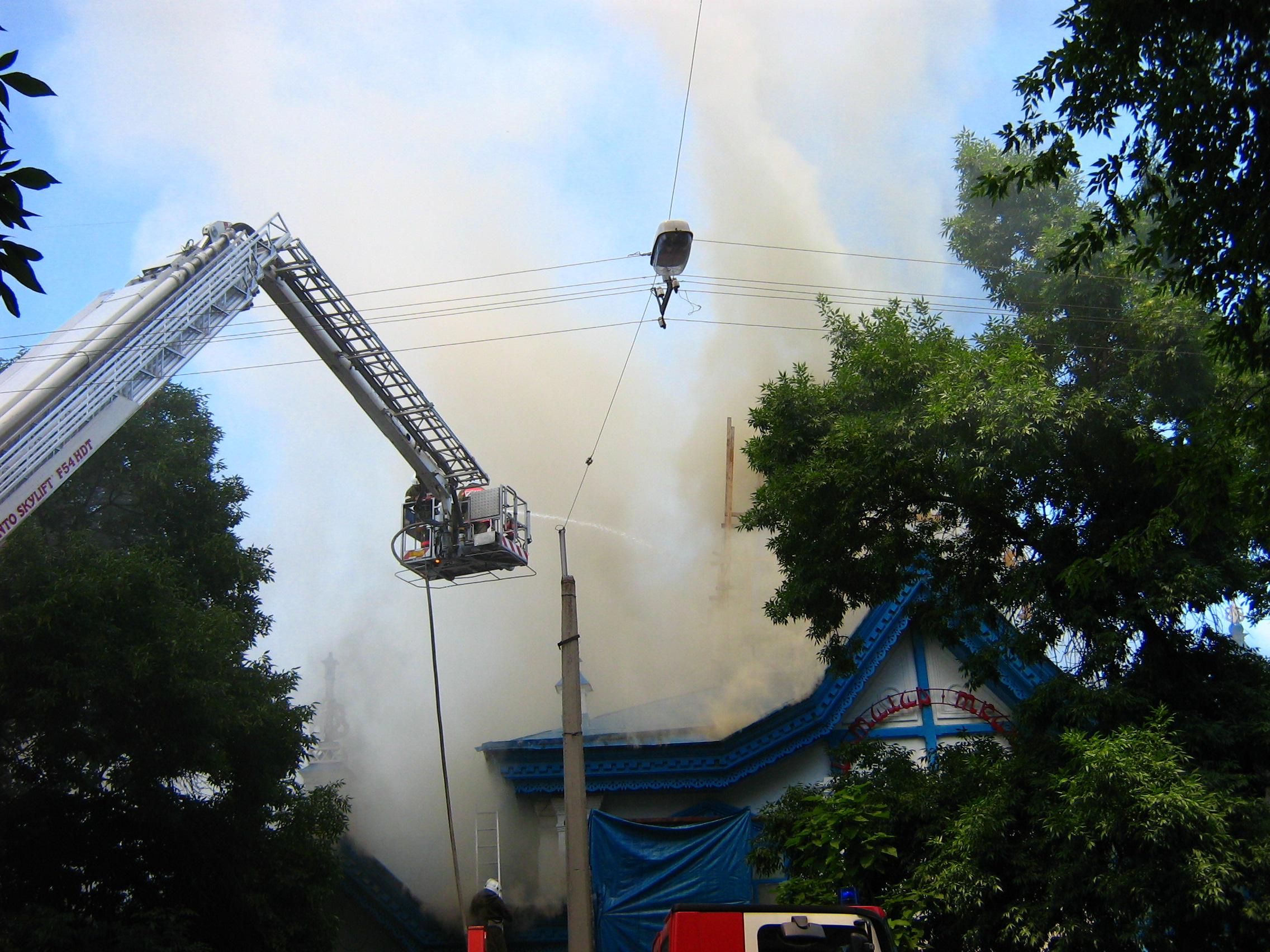
Пожарные поливают здание из рукава
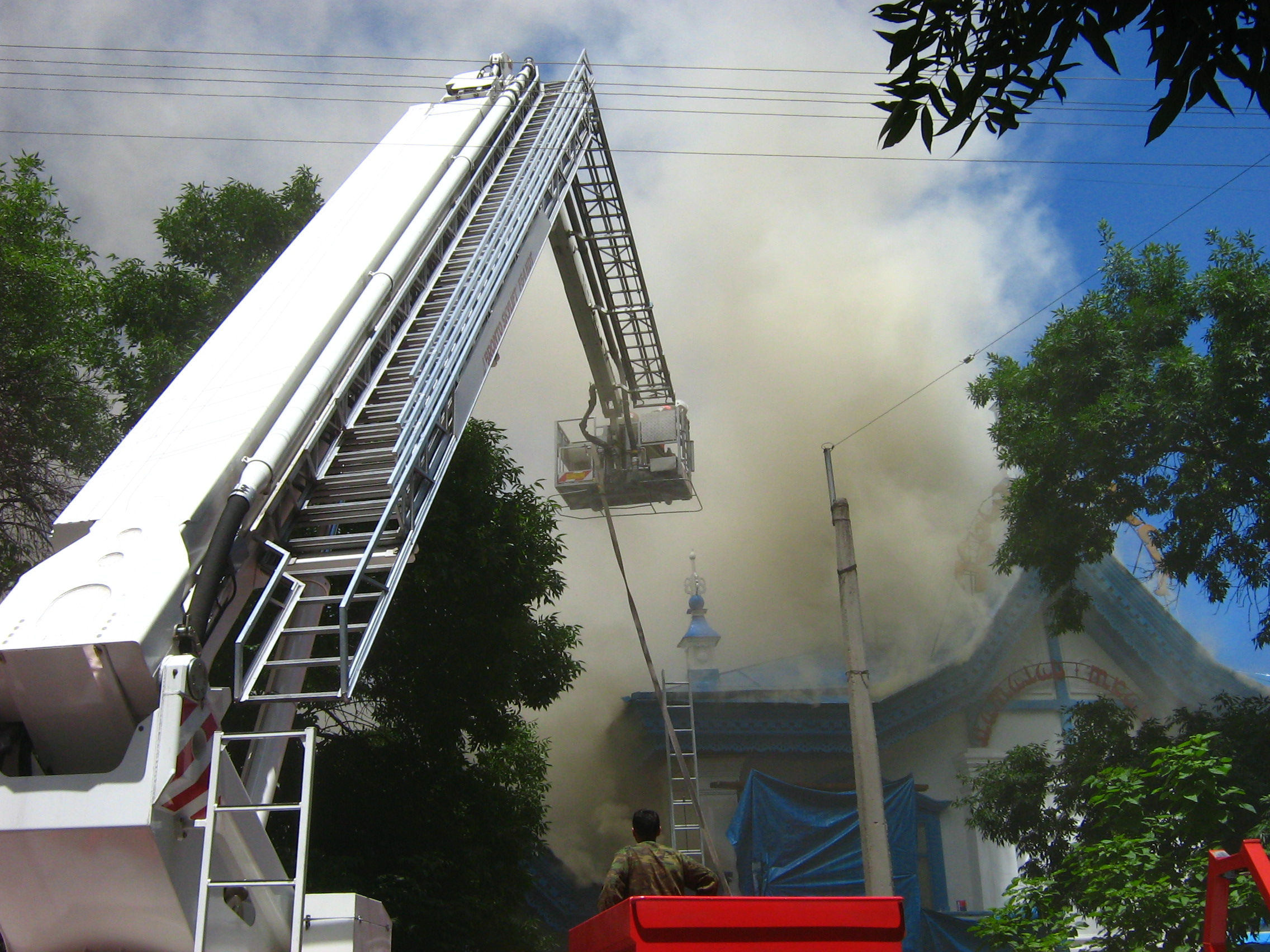
Пожарные поливают здание из рукава
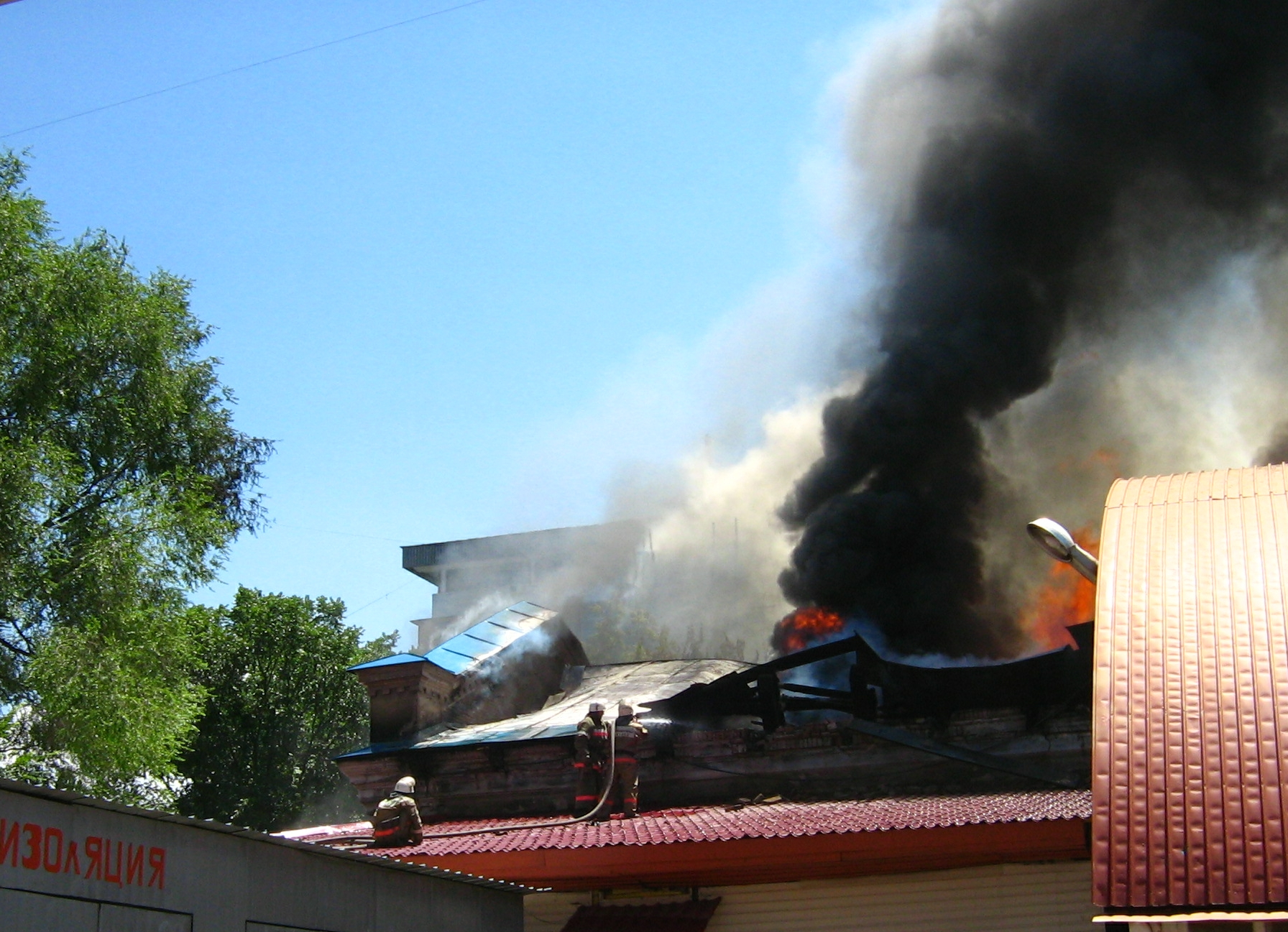
Чёрный дым из складского помещения — загорелись синтетические ткани
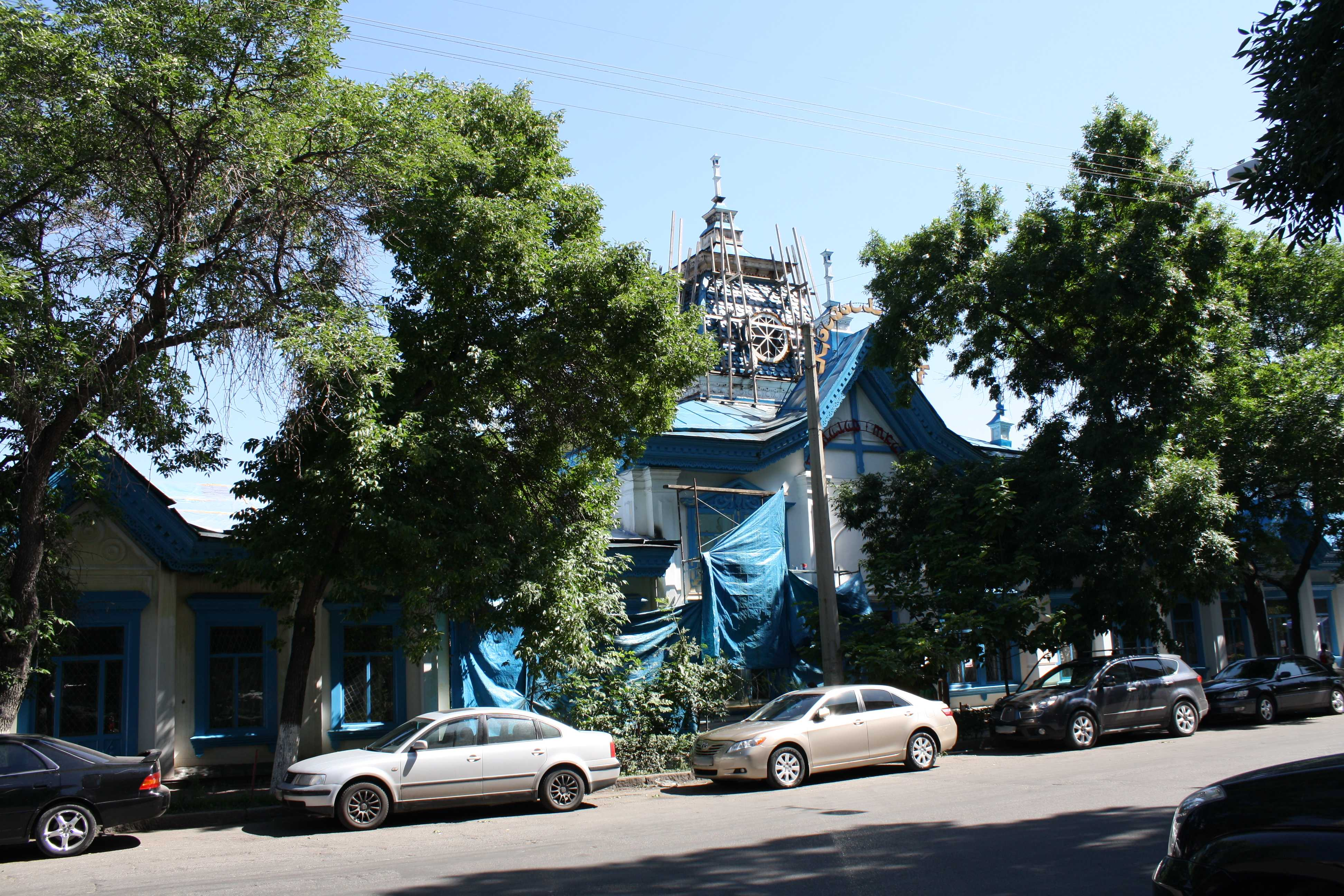
Кызыл-Тан, 18 июня 2009 года
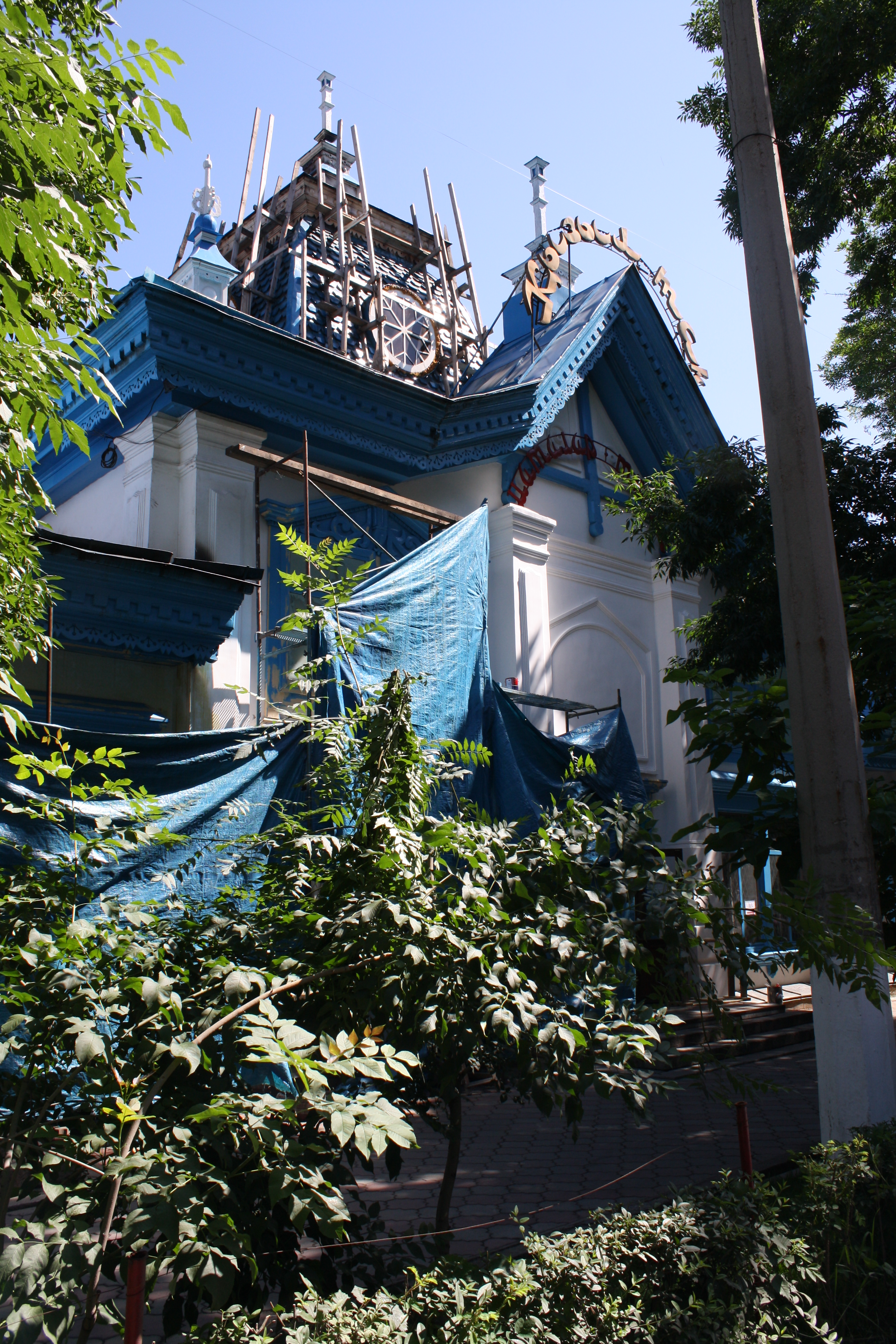
Здание через 3 дня после пожара

20 апреля 2021 года стало известно о сносе части здания. В 2017 году управлением архитектуры было выдано архитектурно-планировочное задание на строительство административного здания с подземным паркингом со сносом существующего строения. Эскизный проект согласован в 2019 году.